# David Vaughan
David Owen Vaughan (Abergele, País de Gal·les, Regne Unit, 18 de febrer de 1983), és un futbolista britànic, internacional amb la Selecció de futbol de Gal·les. Juga en el lloc de migcampista, encara que pot exercir-se també com defensa i el seu actual equip és el Nottingham Forest Football Club cedit pel Sunderland Association Football Club de la Premier League.
Format al planter del modest club anglès Crewe Alexandra, la carrera de Vaughan va estar lligada a aquest club fins a 2007. Amb el Crewe Vaughan va jugar en la segona i tercera divisions del futbol anglès. Després d'una temporada jugant en la Segona divisió en les files de la Reial Societat, el gal·lès va fitxar el 2008 pel Blackpool FC, equip amb el qual ha aconseguit els seus millors resultats fins al moment; en aconseguir ascendir amb aquest equip a la Premier League, sent un dels jugadors titulars del Blackpool en aquest èxit.

## Trajectòria
David Vaughan va néixer el 1983 al nord de Gal·les, la major part de les fonts citen la localitat d'Abergele com el seu lloc de naixement, unes altres en canvi la veïna localitat de Rhuddlan. En qualsevol cas, malgrat haver nascut a Gal·les, Vaughan s'ha format en el futbol anglès. Va ser en la pedrera del modest club professional Crewe Alexandra de Crewe, una ciutat situada no obstant això prop de la frontera de Gal·les, a una mica menys de 100 km d'Abergele i Rhuddlan.

### Crewe Alexandra
Inicialment jugava com un defensa amb projecció ofensiva però el mánager Dario Gradi li va reconvertir en migcampista, jugant sempre Vaughan per l'esquerra. Vaughan va fer el seu debut amb el primer equip del Crewe Alexandra als 17 anys, el 19 d'agost de 2000 en un empat a 0 amb el Blackburn Rovers en la First Divisió (segona divisió del futbol anglès per aquell temps). Aquesta va ser l'única aparició de Vaughan en la temporada 2000-01 amb el primer equip del Crewe Alexandra.
La següent temporada, 2001-02 va jugar 16 partits en Lliga i va marcar el seu primer gol oficial amb el club el 26 de gener de 2002 en una victòria per 4-2 enfront del Rotherham United en la quarta ronda de la FA Cup. El Crewe va finalitzar la temporada 2001-02 en 22è lloc en la First Divisió i va ser relegat a la Second Division (tercer nivell de futbol anglès).
La temporada 2002-03 Vaughan va jugar 40 partits, marcant el gal·lès 4 gols. El Crewe va finalitzar en segon lloc i va tornar a ascendir a la First Divisió. Va marcar el primer gol en una golejada per 8-0 enfront del Doncaster Rovers en el Football League Trophy. Setze dies més tard marcava el seu primer gol en lliga, enfront del Cheltengam Town.
La temporada 2003-04 Vaughan va tenir 33 presències en Lliga amb el Crewe, que va finalitzar en 18è lloc, salvant la categoria per poc. La temporada 2004-05 va jugar 48 partits i va marcar 6 gols, en la categoria rebatejada ja com Football League Championship, el seu actual nom. En aquesta temporada el Crewe es va tornar a lliurar per poc del descens (per un sol gol de diferència).
La temporada 2005-06 Crewe va ser finalment descendit de categoria. Vaughan va tornar a ser un jugador important de l'equip, amb 36 aparicions i 5 gols.
La temporada 2006-07 Vaughan va jugar un total de 35 partits marcant 4 gols, en la League One (ara convertida en tercera categoria del futbol anglès). Va començar la temporada 2007-08 també amb el Crewe Alexandra, arribant a jugar un partit al començament de la Lliga, però el 17 d'agost de 2007, el Crewe va acceptar una oferta de 300.000 lliures pel jugador, procedent de la Reial Societat que va enviar al gal·lès a jugar a la Segona Divisió espanyola.

### Reial Societat
El fitxatge de Vaughan per la Reial Societat es va tancar finalment el 23 d'agost de 2007 després que Vaughan parlarà amb el nou director tècnic de l'equip, el també gal·lès Chris Coleman, qui havia estat designat mànager de la Reial Societat 2 mesos abans, després del descens del club a la Segona divisió.
Després de començar la temporada com a titular en el mitjà esquerre, Vaughan es va veure afectat per una important lesió que li va impedir jugar a partir de finals d'octubre. Unes molèsties en el pubis li van deixar més de tres mesos en el dic sec i van ser a punt de fer-li passar pel quiròfan. Durant el temps que va estar lesionat van ocórrer importants canvis en el si del club, dos nous presidents (Juan Larzabal) i Iñaki Badiola van passar a dirigir el club i el seu principal valedor, Coleman, enfrontat amb el nou president del club, Iñaki Badiola, va dimitir com mànager el 16 de gener. El nou president va portar a un nou entrenador i va reforçar l'equip amb nous fitxatges al mercat d'hivern, entre els quals va arribar un jugador que jugava en el mateix lloc de Vaughan, l'extrem esquerre Nacho. L'arribada de Nacho, la marxa del seu compatriota Coleman, la seva llarga absència per lesió i el fet que fos un dels més destacats fitxatges realitzats per l'anterior directiva del club, van deixar a Vaughan en una situació complicada.
Encara que Vaughan va reaparèixer, després de jugar dos partits va recaure de la seva lesió. Durant el tram final de la temporada Vaughan va ser protagonista d'un serial, ja que l'adreça del club va tractar de forçar que s'operés el que hagués permès fitxar a la Real una altra jugador donant de baixa al gal·lès per lesió de llarga durada. Vaughan es va negar a això, ja que considerava que estava recuperat i disponible per jugar de nou el que va empitjorar la seva relació amb la direcció del club
Al final de la temporada, la Reial Societat va quedar en 4t lloc, perdent en l'última jornada la possibilitat d'ascendir a la Primera divisió. La temporada de Vaughan en la Real es resumeix en 9 trobades disputades i 1 gol marcat, sent la seva participació únicament ressenyable en els 2 primers mesos de competició, a partir dels quals amb prou feines va disposar d'oportunitats. La crítica situació econòmica del club que va entrar en llei concursal en finalitzar la temporada, així com els problemes del jugador amb l'adreça del club van forçar la marxa del jugador gal·lès del club en finalitzar la temporada.

### Blackpool
El 4 d'agost de 2008, Vaughan va tornar a Anglaterra, fitxant pel Blackpool FC, equip de la Football Champshionship (segon nivell del futbol anglès). El seu fitxatge va costar a les arques dels seasiders £200,000. El gal·lès va signar un contracte de dos anys, prorrogable per un any més.
Va debutar amb el Blackpool el 9 d'agost de 2008 entrant com a substitut en la segona part del Blackpool-Bristol City en Bloomfield Road. El seu primer gol amb el club va arribar en una derrota per 2:3 contra el Doncaster Rovers el 7 de febrer de 2009. En la seva primera temporada va jugar un total de 35 partits aconseguint fer-se amb un buit en l'equip.
La temporada 2009-10 va aconseguir de nou marcar en la victòria per 2:0 sobre el Plymouth Argyle en Bloomfield Road el 17 d'octubre de 2009. Després del seu destacat paper en la victòria per 2:0 sobre el Reading el 20 de gener de 2010 va ser nomenat com a part del "equip de la setmana" de la Football Championship.
En l'última jornada de la temporada 2009-10 el Blackpool va aconseguir in extremis la sisena plaça en la Football Champshionship en dura pugna amb el Swansea City. Els seasiders havien d'igualar el resultat de la trobada que jugava el Swansea. Tots dos equips van empatar en els seus respectius xocs, encara que el Swansea va ser a punt de guanyar, sent anul·lat un gol seu per mà en els últims minuts de partit. El sisè lloc, millor classificació del Blackpool des de la temporada 1970-71, classificava al club per a la disputa dels play-offs d'ascens que li enfrontarien als equips classificats entre el tercer i cinquè lloc. El Blackpool, fora de pronòstic, es va fer amb el desempat d'ascens i va tornar a la màxima categoria del futbol anglès per primera vegada des de 1971.
La temporada 2010-11, Vaughan va debutar per primera vegada en la seva carrera en la màxima categoria del futbol anglès intentant mantenir la categoria amb el modest Blackpool FC.

## Internacional
Vaughan va jugar 2 partits per a la selecció sub-19 de Gal·les en 2002, marcant un gol. Entre 2002 i 2005 va jugar 8 partits amb la selecció sub-21 de Gal·les, marcant tres gols.
El seu debut amb la Selecció de futbol del País de Gal·les es va produir el 26 de maig de 2003 davant Estats Units. Fins al 12 d'octubre de 2010 ha participat en 21 partits amb la selecció del seu país, havent-hi marcat 1 gol.